# Asyneuma amplexicaule
Asyneuma amplexicaule là loài thực vật có hoa trong họ Hoa chuông. Loài này được (Willd.) Hand.-Mazz. mô tả khoa học đầu tiên năm 1913.